# Sapardi Djoko Damono
Sapardi Djoko Damono dit SDD est un poète indonésien né le 20 mars 1940 à Surakarta et mort le 19 juillet 2020.
En 1986, il reçoit le prix des écrivains de l'Asie du Sud-Est pour l'Indonésie (SEA Write Award, l'équivalent du prix Goncourt en Asie du Sud-Est).